# Col·lapse de la presa de Brumadinho
La ruptura de la presa de Brumadinho és un desastre ambiental que va tenir lloc el 25 de gener del 2019 al municipi de Brumadinho, a l'estat de Minas Gerais, al sud-est de Brasil, quan un dic miner amb aigües residuals de la mina Córrego de Feijão es va esfondrar i va vessar milers de metres cúbics d'aigua i fang eventualment tòxic sobre la regió.

## Localització
La presa de Brumadinho era una presa construïda al recorregut del riu Ferro-Carvão, prop de Brumadinho. Amb una alçada de 88 metres, es trobava operativa des del 1976. Aquesta estructura servia com a dipòsit per als residus de mineria de la mina Corrego do Feijao, una zona rural del municipi de Brumadinho.

## Col·lapse
El col·lapse va ocórrer a l'hora de l'esmorzar i el llot va copejar l'àrea administrativa de la mina on centenars d'empleats estaven menjant. Nou persones van ser trobades mortes i es calcula (a dia 26 de gener) que hi ha almenys 300 persones desaparegudes, de les quals 100-150 es troben a l'àrea administrativa propera a la represa esfondrada, unes 30 a l'àrea de Vila Vértico, almenys 35 en la Posada Nova Estancia i de 100-140 al Parc das Cachoeiras.
L'Institut Inhotim, el major museu a l'aire lliure del món, situat a Brumadinho, va ser evacuat per precaució.
El diumenge 27 de gener, dos dies després del col·lapse, van ser evacuades milers de persones, més de la meitat d'aquesta petita ciutat minera, perquè el nivell d'una segona presa (que conté aigua) havia pujat i corria el risc de trencar-se. L'operació ha obligat a suspendre temporalment la recerca de les víctimes.

## Reaccions
El president de Brasil Jair Bolsonaro va anunciar que sobrevolarà la zona afectada per avaluar la gravetat de la situació i la creació d'un gabinet de crisi amb l'objectiu d'assistir als damnificats per la tragèdia.
El primer ministre israelià Binyamín Netanyahu en solidaritat amb el govern brasiler va enviar a la ciutat de Brumadinho a 130 experts que hauran d'ajudar a trobar possibles supervivents al costat dels experts brasilers.
El Ministeri de Relacions Exteriors de Turquia va alliberar un comunicat dient:"Estem trists de veure que diverses persones han perdut les seves vides i que moltes segueixen desaparegudes després del col·lapse de la represa en Brumadinho,a Brasil".
En un telegrama sobre el desastre natural el president de Rússia, Vladímir Putin va dir:"Rep les profundes condolences per les conseqüències tràgiques de la catàstrofe en l'estat de Minas Gerais, demano per transmetre als familiars i amics dels morts les paraules de solidaritat més profunda i de suport, així com espero ràpides millores a tots els ferits".
L'ONU va expressar que són lamentables les "incommensurables pèrdues de vides i els significatius danys al medi ambient i assentaments humans" i que està llesta per ajudar a Brasil